# Cimetière militaire Klein Vierstraat
Le cimetière britannique Klein Vierstraat, ou Klein Vierstraat British Cemetery, est un cimetière de la Commonwealth War Graves Commission (CWGC) dédié aux soldats morts durant la Première Guerre mondiale, situé dans le Heuvelland, dans le saillant d'Ypres sur le front occidental, en Belgique.

## Description
Le cimetière a été fondé en janvier 1917 par des unités combattantes et des ambulances de campagne. Il a été utilisé après l'Armistice pour concentrer les sépultures de champ de bataille et les cimetières militaires de la Ferme Henri Pattyn Vanlaeres et du Mont-Vidaigne. Un soldat américain a été enterré ici, mais son corps a ensuite été transféré au cimetière militaire de Lijssenthoek. Dans le cimetière se trouve une Croix du Sacrifice. Le cimetière a été conçu par Sir Edwin Lutyens.
Le terrain du cimetière a été attribué au Royaume-Uni à perpétuité par le roi Albert Ier de Belgique en reconnaissance des sacrifices consentis par l'Empire britannique dans la défense et la libération de la Belgique pendant la guerre. Le cimetière a une superficie d'environ 0,3 hectare. Le cimetière numéro 1 de Kemmel, également cimetière de la Première Guerre mondiale attribué au Royaume-Uni, est situé à environ 50 m à l'est.